# Элопоморфы
Элопоморфы (лат. Elopomorpha) — систематическая группа костистых рыб (Teleostei), имеющая в настоящее время ранг когорты. Живут в морской и пресной воде.
Личинка у рыб этой группы называется лептоцефалом (лентовидная, совершенно не похожая на взрослых). Во время метаморфоза из лептоцефала в ювенальную особь тело рыбы сильно укорачивается в длину. Личинки обычно бывают до 10 см, но могут достигать 2 м.

## Отряды и семейства
- Альбулеобразные (Albuliformes)
  - Albulidae
  - Halosauridae
  - Notacanthidae
- Угреобразные (Anguilliformes)
  - Речные угри (Anguillidae)
  - Колоконгеровые (Colocongridae)
  - Конгеровые (Congridae)
  - Циемовые (Cyematidae)
  - Дерихтовые (Derichthyidae)
  - Дисоммовые (Dysommatidae)
  - Эхеловые (Echelidae)
  - Гетеренхеловые (Heterenchelyidae)
  - Гетероконгеровые (Heterocongridae)
  - Большеголовые угри (Macrocephenchelydae)
  - Морингуевые (Moringuidae)
  - Щукорылые угри (Muraenesocidae)
  - Муреновые (Muraenidae)
  - Мироконгеровые (Myrocongridae)
  - Нитехвостые угри (Nemichthyidae)
  - Утконосые угри (Nettastomatidae)
  - Острохвостые угри (Ophichthidae)
  - Пилосошниковые угри (Serrivomeridae)
  - Сименхеловые угри (Simenchelyidae)
  - Синафобранховые угри (Synaphobranchidae)
  - Ксеноконгеровые (Xenocongridae)
- Тарпонообразные (Elopiformes)
  - Elopidae
  - Megalopidae
- Мешкоротообразные (Saccopharyngiformes)
  - Циемовые (Cyematidae)
  - Большеротые (Eurypharyngidae)
  - Одночелюстные (Monognathidae)
  - Мешкоротые (Saccopharyngidae)